# Mariä Geburt (Schneeberg)

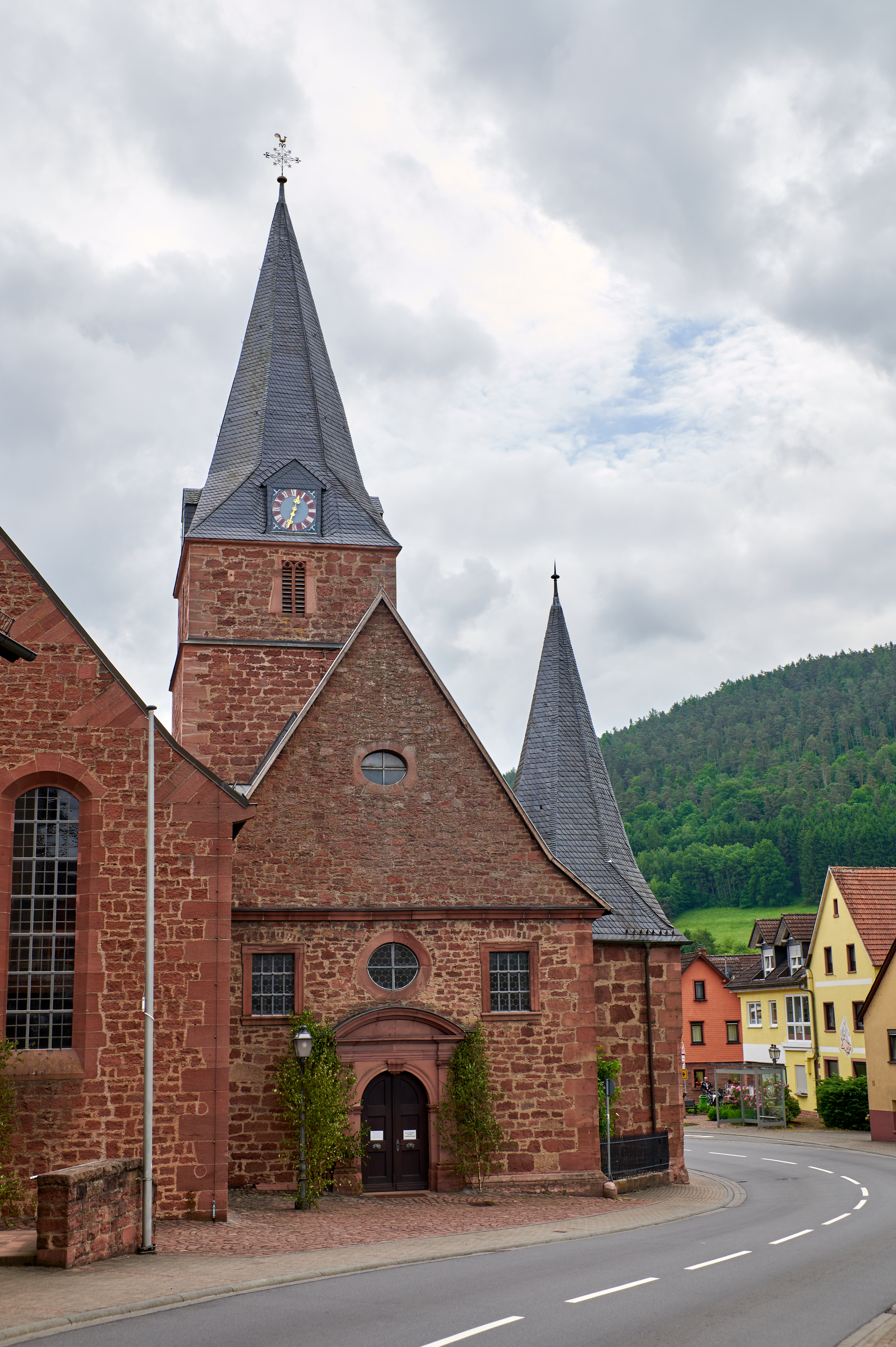
Mariä Geburt (Schneeberg)

Die römisch-katholische, denkmalgeschützte Pfarrkirche und Wallfahrtskirche Mariä Geburt steht in Schneeberg, einem Markt im Landkreis Miltenberg (Unterfranken, Bayern). Die Kirche ist unter der Denkmalnummer D-6-76-156-3 als Baudenkmal in der Bayerischen Denkmalliste eingetragen. Die Pfarrei gehört zur Pfarreiengemeinschaft Amorbach – Schneeberg – Weilbach (Amorbach) im Dekanat Miltenberg des Bistums Würzburg.

## Beschreibung
Der Gebäudekomplex besteht aus zwei parallelen Langhäusern, die durch rundbogige Arkaden miteinander verbunden sind. Das alte, kleinere Langhaus gehört zu einer 1473/74 gebauten Saalkirche mit einem Chorturm im Osten auf quadratischem Grundriss, der später mit einem vierten Geschoss zur Unterbringung des Glockenstuhls aufgestockt und mit einem achtseitigen, schiefergedeckten Knickhelm bedeckt wurde, der in den vier Dachgauben die Zifferblätter der Turmuhr enthält. Im Norden wurde 1931 ein neues, größeres Langhaus mit einem eingezogenen, halbrund geschlossenen Chor im Osten errichtet. An der Südseite des kleineren Langhauses wurde 1521 eine Kapelle angebaut, die innen von einem Netzgewölbe überspannt wird. In ihr steht ein um 1680 von Zacharias Juncker dem Jüngeren gestalteter Altar mit einem Gnadenbild (Muttergottes auf dem Holderstock). Der Hochaltar wurde um 1635 von Zacharias Juncker dem Älteren gebaut. Im neuen Chor befindet sich eine hölzerne Statue des heiligen Urbanus vom Ende des 14. Jahrhunderts.